# Пйотркувек (Лодзинське воєводство)
Пйотркувек (пол. Piotrkówek) — село в Польщі, у гміні Ґрабув Ленчицького повіту Лодзинського воєводства.
Населення — 106 осіб (2011).
У 1975-1998 роках село належало до Конінського воєводства.

## Демографія
Демографічна структура станом на 31 березня 2011 року:
|          | Загалом | Допрацездатний вік | Працездатний вік | Постпрацездатний вік |
| -------- | ------- | ------------------ | ---------------- | -------------------- |
| Чоловіки | 58      | 12                 | 40               | 6                    |
| Жінки    | 48      | 8                  | 27               | 13                   |
| Разом    | 106     | 20                 | 67               | 19                   |